# 극장판 도라에몽: 진구의 그림이야기
《극장판 도라에몽: 진구의 그림이야기》(일본어: 映画ドラえもん のび太の絵世界物語)는 도라에몽 극장판 시리즈의 44번째 작품이다. 일본에서는 2025년 3월 7일에 개봉하였으며, 한국에서는 2025년 7월 16일에 개봉되었다.

## 줄거리
13세기, 호수 중앙에 떠 있는 석조 성의 작은 섬에서, 공주 클레어는 소꿉친구 마일로가 그리는 그림의 모델이 되어 포즈를 취하고 있었다. 어느 날, 클레어는 지루함을 참지 못해 성을 박차고 나가, 성 아래 마을 변두리에 있는 ‘미로의 숲’에 들어간다. 그리고 그곳에서 갑작스럽게 블랙홀과 같은 시공간에 빨려 들어가고 만다.
현대의 일본. 노비타는 ‘들어가기 라이트’라는 비밀도구를 사용해 그림 속 세계에 들어가 과제를 위한 참고 그림을 찾고 있었다. 하지만 곧 그림 그리기를 포기한 노비타는 지우개를 천장에 던지고, 그러자 천장에 구멍이 생겨 지우개가 사라진 대신, 그림 한 장이 떨어진다. 그 그림에는 홀로그램처럼 색이 변하는 박쥐가 그려져 있었고, 호기심을 느낀 노비타와 도라에몽은 ‘들어가기 라이트’로 그 그림 속 소녀를 만나기 위해 다시 그림 속 세계로 들어간다.
하지만 마침 그림 속의 소녀, 클레어가 ‘들어가기 라이트’의 출구를 통해 현실 세계로 나오고 만다. 현대에 온 클레어는 맨발로 방에 들어와 노비타의 엄마에게 들키고, 놀란 엄마에게 쫓기게 된다. 그때 노비타의 아빠가 보고 있던 뉴스에서, 호수를 그린 그림이 소개되며 그 그림의 푸른색, 이른바 ‘아트리아 블루’는 현대 기술로는 재현이 불가능한 특별한 색이며, 그 색을 낼 수 있는 광석이 발견된다면 다이아몬드보다 높은 가치를 지닐 것이라는 사실이 전해진다.
엄마의 추격을 피해 밖으로 나온 클레어는 현대 세계에 경악하며 돌아다니다가 나비를 발견하고 그것을 쫓아 공사현장에 들어가게 된다. 그곳에서 시즈카가 그녀를 구하고, 마침 근처에 있던 자이언과 스네오와 함께 스네오의 집으로 향한다. 도중에 도라에몽 일행과 재회한 후, 모두 함께 스네오의 집으로 간다.
그곳에서 클레어는 신문에 실린 호수 그림을 보고, 그것이 자신의 고향 ‘아트리아’의 성을 그린 것임을 알아차린다. 도라에몽 일행은 노비타의 집에 떨어진 그림 속의 숲으로 들어가지만, 성을 찾지 못한 채 길을 잃고 만다. 그러던 중 붉은 박쥐 ‘차이’가 노비타를 공격한다. 이들은 계속해서 숲을 수색하다가 결국 색이 없는 그림의 끝자락에 다다른다. 도라에몽이 절망하고 있을 때 우연히 다른 그림 세계의 출구로 떨어지고, 거기서 아트리아 성을 발견한다.
도라에몽은 이곳이 노비타의 집에 떨어진 그림의 나머지 반쪽임을 깨닫는다. ‘들어가기 라이트’가 그 그림을 비췄기 때문에 이쪽에서도 나올 수 있었고, 즉 여기가 현실 세계였던 것이다. 노비타 일행은 성이 있는 호숫가에 도달하고, 호수의 색이 ‘아트리아 블루’임을 알아낸다. 클레어는 그곳에서 마일로와 재회하지만, 마일로는 클레어보다 훨씬 키가 자라 있었다. 마일로는 클레어가 사라진 지 벌써 4년이 지났고, 클레어는 여전히 4년 전 모습 그대로라는 사실을 밝힌다.
4년 전, 클레어가 실종된 이후 점쟁이는 그것이 전설의 악마 ‘이제르’의 저주이며, 그의 부활은 세계의 종말을 뜻한다고 경고했다. 왕실 화가인 마일로의 아버지는 왕과 왕비를 위로하기 위해 클레어의 그림을 그렸다. 도라에몽 일행은 마일로가 그린 건축 설계도를 보고 ‘수중 건축 기계’를 사용하여 그 건물을 완성한다.
밤이 되어 노비타는 마일로가 그린 클레어의 그림을 보는데, 그녀의 눈에는 색이 칠해져 있지 않았다. 마일로는 클레어의 눈을 완성하기 위해서는 ‘아트리아 블루’가 필요하지만, 그 색을 만들 수 없다고 한다. 노비타가 그림 그리는 법을 묻자 마일로는 “가장 좋아하는 것을 좋아한다는 마음으로 그리면 돼”라고 대답한다. 이에 노비타는 크레용으로 도라에몽을 그린다.
다음 날, 일행은 성으로 향해 왕과 왕비를 알현한다. 도중에 미술상인 ‘팔’을 만나는데, 그는 클레어를 ‘이상한 나라의 앨리스’에 비유한다. 왕과 왕비는 도라에몽 일행에게 감사를 표하며 시종 ‘소드로’에게 명해 만찬에 안내하도록 한다. 일행은 성 내 갤러리를 지나면서 이제르의 그림을 발견하고, 그 양 옆에 그려진 붉은 용과 푸른 박쥐의 그림도 함께 보게 된다. 또, 그림 도둑의 존재에 대해서도 알게 된다.
현대에 돌아온 도라에몽 일행. 어느 날, 도라에몽과 노비타가 집을 비운 사이 자이언과 스네오가 다시 그림 속으로 들어가고 만다. 그날 밤, 클레어와 차이가 그림에서 나와, 자이언과 스네오가 그림을 훔쳤다는 죄목으로 감금되었다고 전한다. 성으로 돌아가려 하지만 문지기의 제지로 들어갈 수 없고, 그때 성 안에서 또 다른 클레어를 보게 된다. 차이는 갤러리에서 팔이 어둠 속에서 사람들을 지켜보고 있었다고 말한다. 도라에몽은 ‘이상한 나라의 앨리스’가 19세기 작품인 것을 근거로 팔이 미래인일지도 모른다고 의심한다.
도라에몽 일행은 팔의 집을 수색하기로 한다. 수색 도중, 자이언과 스네오가 지옥 계곡에서 처형될 예정임을 알게 되고, 시즈카와 클레어는 이들을 구하러 가고 도라에몽과 노비타는 팔의 뒤를 쫓는다. 시즈카는 간신히 자이언과 스네오를 구출한다. 도라에몽 일행은 팔의 집을 찾아내고 ‘넘어뜨리기 장치’를 써서 팔을 제압하지만, 팔은 사실 타임패트롤의 일원이었다. 시즈카는 가짜 클레어의 정체를 간파하고, 그것이 소드로가 조종하는 ‘모방 로봇’임을 밝혀낸다. 소드로 또한 미래인이었다. 정체가 드러난 소드로는 왕과 클레어를 인질로 삼고, ‘꿀잠 베개’를 사용해 일행을 잠재운 뒤 도망친다. 뒤늦게 도착한 마일로와 차이도 잠들지만, 마일로는 시즈카를 깨운다.
팔의 설명에 따르면, 그는 그림 도둑 소드로를 추적하던 중 그림이 두 개로 찢어졌고, 소드로가 버린 그림 반쪽이 노비타의 집으로 떨어졌으며, 그와 동시에 노비타가 던진 지우개가 소드로의 코에 맞았던 것이다.
도라에몽·노비타·팔은 소드로를 추적해 왕과 클레어를 구출하지만, 소드로에게 ‘들어가기 라이트’를 빼앗기고 만다. 소드로는 그림 속 악마 이제르를 해방시키지만, 이제르가 내뿜는 빛의 파동에 맞아 색을 잃고 석화된다. 팔과 왕도 함께 석화된다. 시즈카는 도라에몽·노비타·클레어를 구해낸다.
이제르는 ‘들어가기 라이트’를 삼키고, 그림 속의 악마들을 현실로 불러낸다. 도라에몽 일행은 싸우는 도중, 악마가 물에 닿으면 녹는다는 사실을 알아내고, 물총으로 공격하기로 한다. 하지만 이제르는 광선을 발사해 붉은 용의 그림을 비추자, 그 그림이 전설 속 세계를 가라앉히는 ‘붉은 용’으로 변신한다.
성이 파괴되고, 이제르는 시즈카·스네오·자이언을 차례로 석화시킨다. 시즈카가 석화된 모습을 보고 싸움을 결심한 클레어마저 석화된다. 도라에몽은 ‘모세의 지팡이’를 사용해 호수의 물을 가르고, 노비타와 마일로는 노비타가 그린 도라에몽의 그림을 들고 이제르를 호수 안으로 유인한다. 차이는 호수 밑에서 어떤 돌을 발견한다.
도라에몽은 모세의 지팡이로 호수를 닫아 이제르를 녹이려 하지만, 호수의 물도 이제르의 파동에 노출되어 석화된다. 이제르는 도라에몽 일행에게 파동을 쏘고, 도라에몽은 ‘회피 망토’로 방어하지만 아트리아 전체가 색을 잃는다.
이제르는 마일로의 설계도로 만든 건물 위에 올라서고, 도라에몽은 작전을 떠올리지만, 그 역시 석화되고 만다. 노비타는 공격을 피하며 자신이 그린 도라에몽의 그림 속으로 들어가, 그림 속 도라에몽에게서 ‘물 가공용 후리카케’를 받는다. 마일로가 ‘진짜 크레용’으로 그린 새총을 사용해 노비타는 후리카케를 건물에 쏘고, 건물은 물로 되돌아가 이제르를 녹여 없앤다. 세계는 다시 색을 되찾는다.
차이는 파란색 돌을 들고 돌아오고, 모두는 호수 바닥에서 아트리아 블루를 만들어내는 광석을 발견한다. 그 돌이 있다면, 마일로는 마침내 클레어의 눈동자를 그릴 수 있게 된다.
‘들어가기 라이트’가 물에 젖어 쇼트가 나며, 차이는 사라진다. 사실 차이도 그림 세계에서 나온 존재였다. 그러나 클레어 역시 점점 흐릿해지며, 그녀 또한 그림에서 튀어나온 존재였음이 밝혀진다.
왕과 왕비가 슬픔에 잠긴 그때, 팔은 한 소녀를 데리고 돌아온다. 그녀는 10세의 클레어. 팔이 시공간의 틈에서 그녀를 구출해 온 것이었다. 클레어는 도라에몽 일행을 알지 못했지만, 여섯 살 때 꾼 꿈 속에서 일어난 일은 모두 기억하고 있다고 말했다.
현대. 뉴스에서는 새로운 그림이 발견되었다고 전한다. 그것은 노비타의 집에 떨어졌던, 숲 속의 클레어를 그린 그림이었다. 그러나 푸른 박쥐는 붉은 차이의 모습으로 바뀌어 있었고, 마일로와 도라에몽 일행의 모습도 새로이 더해져 있었다. 게다가, 중세 아이의 낙서도 발견되었는데, 그것은 바로 노비타가 그렸던 도라에몽의 그림이었다. 평론가는 그 그림에 아무런 가치가 없다고 했지만, 노비타의 아버지는 “이 그림에는 그린 사람이 좋아하는 마음이 느껴진다”며, 훌륭한 그림이라고 칭찬했다.

## 등장인물

### 주역
- 도라에몽 - 미즈타 와사비 / 윤아영
- 노비 노비타 / 노진구 - 오오하라 메구미 / 김정아
- 미나모토 시즈카 / 신이슬 - 카카즈 유미 / 조현정
- 호네카와 스네오 / 왕비실 - 세키 토모카즈 / 이현주
- 쟈이안 / 만퉁퉁 - 키무라 스바루 / 최낙윤

## 같이 보기
- 도라에몽의 영화 작품